# ديريك كومبز
ديريك كومبز (بالإنجليزية: Derek Combs)‏ هو لاعب كرة قدم أمريكية أمريكي، ولد في 28 فبراير 1979 في كولومبوس في الولايات المتحدة.

## وصلات خارجية
- ديريك كومبز على موقع مرجع كرة القدم المحترفة.كوم (الإنجليزية)